# Cnaeus Cornelius Dolabella
Pour les articles homonymes, voir Cornelius Dolabella.
Cnaeus Cornelius Dolabella est un consul romain du Ier siècle av. J.-C., partisan de Sylla.

## Biographie
En 82 av. J.C., sous le commandement de Sylla, il participe aux batailles de Sacriport et de la porte Colline.
En 81 av. J.-C., il est élu consul avec Marcus Tullius Decula sous la dictature de Sylla, qui possédait tous les pouvoirs.
Il est le vainqueur des Thraces en 78 av. J.-C. alors qu'il est proconsul en Macédoine entre 80 av. J.-C. et 78 av. J.-C..
À son retour, il est accusé de concussion par le jeune Jules César qui veut se faire remarquer au Forum. Défendu par les meilleurs orateurs, Caius Aurelius Cotta (?) et Quintus Hortensius Hortalus, il est acquitté.